# Ellenséges vágyak
Az Ellenséges vágyak (kínaiul: 色，戒, pinjin: Sè, Jiè, magyaros: Szö, Csie, angol címén Lust, Caution) 2007-ben bemutatott kínai–tajvani–hongkongi–amerikai koprodukcióban készült erotikus kémfilm, amelyet az Oscar-díjas tajvani Ang Lee rendezett. A film elnyerte többek között a Velencei Nemzetközi Filmfesztivál Arany Oroszlán-díját, valamint a Golden Horse Awards legjobb filmnek, legjobb rendezőnek és legjobb férfi főszereplőnek járó díját, de jelölték Golden Globe-díjra is. A filmet Kínában cenzúrázva mutatták be, a legtöbb erotikus jelenetet megrövidítették, és néhol a párbeszédeket is átírták. A filmet a Sanghajhoz tartozó Csötun (Chedun) településen forgatták.

## Történet
Wong Chia-chi (Tang Wei) az egyetemen megismerkedik a jóképű, heves Kuang Jü-min (Kuang Yu-Min)nel (Wang Lee-hom), és a fiú iránt érzett vonzalma miatt beiratkozik a drámacsoportba, amelyet a fiú vezet. A hazafias érzelmű Kuang Jü-min (Kuang Yu-Min) ráveszi színésztársait, hogy ne csak üljenek és tétlenül nézzék az ország japán megszállását, tegyenek is ellene. Chia-chi így egy Mrs. Mak nevű gazdag asszonynak adja ki magát. Úgy próbál meg a japánokkal kollaboráló magas rangú tisztségviselő, Mr. Yee (Tony Leung Chiu-wai) közelébe férkőzni, hogy először elnyeri Mr. Yee feleségének (Joan Chen) a barátságát. A feladata az, hogy csábítsa el a férfit, és csalja olyan helyre, ahol az egyetemista lázadók végezhetnek vele. A feladat teljesítése miatt a lánynak a férfi szeretőjévé kell válnia, ám egy idő után szinte rabjává válik Mr. Yee brutalitásba hajló szexualitásának.